# Albatros B.II
Albatros B.II tillverkades ursprungligen av Albatros Flugzeugwerke och kom under första världskriget att tjäna som skolflygplan inte bara för det då kejserliga Tyskland utan även vid arméns flygkompani i Sverige. Den svenska flygverksamheten var huvudsakligen förlagd till Malmslätt utanför Linköping och idag finns en Albatros B.II (i svenska flygvapnet SK 1 samt Ö 2) att beskåda på samma plats, vid Flygvapenmuseums samlingar. I Sverige tillverkades kopior av Albatros B.II vilka utrustades med likaledes kopierade motorer av Meredes-Benz-typ om först 120 och senare 160 hästkrafter. Finska flygvapnets första stridsflygning gjordes i mars 1918 med i Sverige tillverkad Albatros.

### Digitala källor
- ”SK 1 – Albatros B.II”. Flygvapenmuseum. 25 november 2016. https://www.flygvapenmuseum.se/samlingar/flygplan/flygvapenmuseum-linkoping/sk-1--albatros-b.ii/.